# 三遊亭圓右
三遊亭 圓右（さんゆうてい えんう）は、落語家の名跡。三遊派の系統から生まれた名である。初代と三代目が高名。

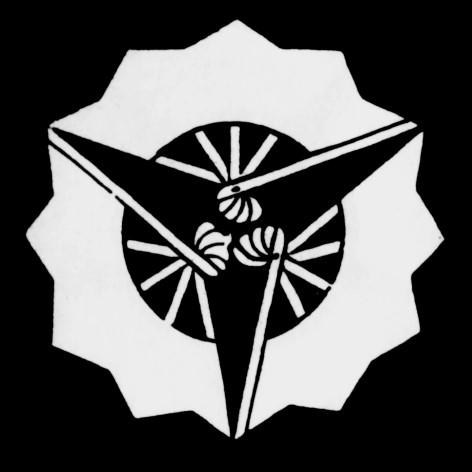
三遊亭の定紋「高崎扇」

「円右」とも記す。現在は空き名跡。

## 初代
初代 三遊亭 圓右（1860年8月1日〈万延元年6月15日〉 - 1924年〈大正13年〉11月2日）は、落語家。本名は沢木 勘次郎。
四代目橘家圓喬と並び称される明治期から大正期にかけての名人。一代で圓右の名跡を築いた。

### 経歴
父は徳川水戸家の作事大工の家に生まれ、名を沢木林蔵といった。本郷出身。幕府の御家人だった伯父は風流人で笛を得意とし初代三遊亭圓朝のお囃子をしていた関係で幼いころから楽屋に出入りする。
- 1872年頃∶2代目三遊亭圓橘門下で橘六を名乗る。
- 1877年∶二ツ目昇進。三橘に改名。
- 1882年∶圓右に改名。
- 1883年∶真打昇進。
- 1897年∶上方での活動を始める。この頃に上方ネタを多く改作。

1924年10月24日、大師匠三遊亭圓朝27回忌に2代目圓朝の名跡を管理していた藤浦三周からその年の秋に名乗ることを許されるが、既に身体は肺炎に冒されていた。結局病床で襲名するも間もなく死去。享年65。
2代目圓朝となったのは事実であるが、圓朝としてはほとんど活躍せずに没したため「幻の2代目」と言われる。一方、圓右時代の功績が華々しかったためか、一般には「初代圓右」として認識される。「名人圓右」といえば、初代圓右のことを指す。墓所は谷中龍谷寺。
『唐茄子屋』『火事息子』『包丁』などが得意ネタ。
ズボラな性格でろくに稽古もしないで噺を演じるが、聴衆には不自然に聞こえなかったという。宮松亭での落語研究会で、「包丁」を当日の朝に音曲師の三遊亭橘園に教えてもらい高座に上がったところ、果たして途中で忘れてしまった。この時のことを六代目三遊亭圓生は次のように述懐している。
楽屋ではもう、明かにわすれちゃったってことが判って、『さア困ったネエ』ってんですが、教えるわけにもいかず、どうするだろう、お客様はダレやアしないかしらんてんで…同じようなところをとっくり返しひっくり返し十分間ほどもやったが、ようやくその間に先の方を思い出して、どうやら噺がおしまいになったんで、楽屋ではもう、みんなほっとしました。ところが、お客様にはそれがちっとも判らなかったらしい。ですから、非常に腕はあったですね。だけども、そういういけぞんざいなことをするんです—六代目三遊亭圓生『寄席育ち』
幼少期からあだ名は「ほうたく」（天一坊の幼名）。

### 芸歴
- 1872年頃 - 二代目三遊亭圓橘に入門、「橘六」を名乗る。
- 1877年 - 二ツ目昇進、「三橘」に改名。
- 1882年 - 「圓右」に改名。
- 1883年 - 真打昇進。
- 1924年
  - 10月 - 「二代目三遊亭圓朝」を襲名。
  - 11月 - 死去。

### 弟子
- 初代三遊亭圓歌
- 4代目古今亭今輔
- 5代目三遊亭圓橘
- 3代目三遊亭萬橘
- 三遊亭圓條
- 三遊亭橘園
- 2代目立花家千橘
- 三遊亭右太作
- 三遊亭右朝
- 三遊亭右鶴
- 三遊亭圓丸
- 三遊亭右左喜

#### 元弟子
- 8代目三笑亭可楽
- 5代目古今亭今輔

## 2代目
2代目 三遊亭 圓右（1891年11月28日 - 1951年8月27日）は、落語家。本名は沢木松太郎。初代圓右の長男。
東京本郷の生まれ。
- 最初は父圓右一門で右之助で前座。
- 1909年∶二ツ目昇進。圓子となる。
- 1918年4月∶小圓右で真打昇進。
- 1924年12月∶父が亡くなってすぐに2代目圓右襲名。

落語界のサラブレッド扱いされ、廻りからちやほやされ、世間知らず、苦労知らずで育ったため周囲からは法界坊の松若様に準えて「松ばか様」（「松」は本名の松太郎に因んで。歌舞伎の法界坊に出て来る松若様の洒落）と言われるほどわがままで威張った振る舞いが多かった。「吉田の松馬鹿君」と言われもした。このため、弟弟子初代三遊亭右京がわがままに耐え切れず兄弟子初代三遊亭右女助一門に移籍するという事態を引き起こすなど、周囲の信を欠き全く信頼を得られず、実力はあったが大成できぬままに終わった。
1929年11月の読売新聞の連載「講談落語 一百人」に「昨今は、別人のように奮発している」と書かれたこともあった。
1930年ころからほとんど活動なく、程なく廃業、その後は郵便局に勤務。1951年没。59歳没。

## 3代目
三代目 三遊亭 圓右（1923年12月8日 - 2006年3月22日）は、東京都杉並区出身の落語家。本名∶粕谷 泰三。出囃子は『野毛山』。生前は落語芸術協会に所属した。

### 経歴
浪曲師の父・木村重丸、常磐津の師匠である母・常磐津文字綱の下で育つ。
少年時代の1934年、急遽寄席に代演し、落語『越後屋』を披露して喝采を浴びる。その後も話芸を磨き、1941年、（亭号不明）小圓治に入門して橘小圓左で初高座を踏む。しかしいわゆる定席には出演できず、主に小規模な端席回りや地方の営業を行う。
1943年まで出征。1948年3月、5代目古今亭今輔に再入門し、古今亭壽輔を名乗る。
1949年10月、過去の芸歴を加味され、同名で二ツ目に昇進する。二ツ目時代までは背広姿での立ち高座であったが、思うところあって高座への着座に改めた。
1955年4月、真打に昇進し、3代目圓右を襲名。この襲名には、今輔と鈴本演芸場席亭・鈴木孝一郎の尽力が大きかったとされる。
1970年代から1990年代にかけては、「太陽からの使者」のフレーズでレギュラー出演した『お好み演芸会』（NHKテレビ）の「噺家横丁」（大喜利）コーナー、マッハ文朱や木ノ葉のことのコンビでの『マッハ・円右の音楽亭』『のこと円右の音楽亭』『のこと円右のラブリー10』（NETテレビ→テレビ朝日）、『ドバドバ大爆弾』（テレビ東京）の審査員役など、様々なテレビバラエティ番組で活躍した。さらにテレビCMにも出演し、ライオンの「エメロン石鹸」（つるつる頭を磨き上げるシリーズ）では約10年間、P&G（2007年8月以降は大王製紙）の成人向け紙おむつ「アテント」（「ゲンさん」シリーズ）では約15年間に渡ってCMキャラクターを務めた。このほか、うすき製薬「後藤散」のテレビCMにも出演している。
つるつるの頭と自在に動く顔の表情がトレードマークで、柔らかで上品ながら生気にあふれた語り口は多くのファンを持った。高座では新作落語一筋で、得意ネタは『銀婚式』『日蓮記』『青い鳥』『酒の素』『天皇陛下とモリアオガエル』など。また、師匠・今輔の「おばあさん落語」も継承し、『温泉おばあさん』『七夕おばあさん』『再会おばあさん』などで色気と茶目っ気のあるおばあさんを演じた。なお、今輔は岳父に当たる。
2006年3月22日、前立腺がんのため死去。82歳没、

### 人物
趣味は釣りで、特に川釣りが好きだった。
もとの弟弟子だった桂歌丸（のちに破門後、互いの兄弟子である桂米丸に再入門）も同じ趣味を持っており、互いの釣り好きに絡むエピソードとして、過去に圓右から翌日の新宿末広亭での出番を替わってくれるよう頼まれた際の顛末 を著書で披露している。

### 一門
- 四代目古今亭寿輔
- 三代目三遊亭小圓右
- 三遊亭右紋
- 二代目三遊亭右京
- 三遊亭右左喜

#### 色物
- ローカル岡 - 漫談

#### 廃業
- 三遊亭右童 - 1980年入門、1982年廃業。